# Dukkak z Damaszku
Dukkak z Damaszku, Dukkak Szams al-Muluk (zm. 1104) – emir Damaszku z dynastii Seldżukidów od 1095.
Był synem Tutusza. Po śmierci ojca Dukkak zatrzymał Damaszek, a jego brat Ridwan - Aleppo. W 1102 roku wysłał na pomoc Fachr al-Malikowi, emirowi Trypolisu, obleganego przez Rajmunda z Tuluzy, dwa tysiące wojowników. Brali oni udział w przegranej bitwie z Rajmundem na równinie pod Trypolisem.
Zmarł w czerwcu 1104. Przed śmiercią ustanowił swojego atabega, Tughtakina (przyszłego założyciela dynastii Burydów), atabegiem swojego małoletniego syna Tutusza, którego miał z córką atabega. Ze związku tego oprócz Tutusza urodzili się Buri (najstarszy z rodzeństwa) i Iltasz (najmłodszy).